# Isòtops del darmstadti
El darmstadti (Ds) no té cap isòtop estable. S'han caracteritzat 15 isòtops, el més estable dels quals és el 281Ds, amb un període de semidesintegració d'1,1 minuts.

## Taula
| Símbol del núclid | Z(p)                | N(n)                | massa isotòpica(u)  | període de semidesintegració  | Espín nuclear | composició isotòpics representativa (fracció molar) | rang de variació natural (fracció molar) |
| Símbol del núclid | energia d'excitació | energia d'excitació | energia d'excitació | període de semidesintegració  | Espín nuclear | composició isotòpics representativa (fracció molar) | rang de variació natural (fracció molar) |
| ----------------- | ------------------- | ------------------- | ------------------- | ----------------------------- | ------------- | --------------------------------------------------- | ---------------------------------------- |
| 267Ds             | 110                 | 157                 | 267.14434(39)#      | 3(+6-2) µs                    | 9/2+#         |                                                     |                                          |
| 268Ds             | 110                 | 158                 | 268.14380(54)#      | 100# µs                       | 0+            |                                                     |                                          |
| 269Ds             | 110                 | 159                 | 269.14512(15)#      | 230(110) µs [179(+245-66) µs] | 3/2+#         |                                                     |                                          |
| 270Ds             | 110                 | 160                 | 270.14472(31)#      | 160(100) µs [0.10(+14-4) ms]  | 0+            |                                                     |                                          |
| 270mDs            | 1140(70) keV        | 1140(70) keV        | 1140(70) keV        | 10(6) ms [6.0(+82-22) ms]     | (10)(-#)      |                                                     |                                          |
| 271Ds             | 110                 | 161                 | 271.14606(11)#      | 210(170) ms                   | 11/2-#        |                                                     |                                          |
| 271mDs            | 29(29) keV          | 29(29) keV          | 29(29) keV          | 1.3(5) ms                     | 9/2+#         |                                                     |                                          |
| 272Ds             | 110                 | 162                 | 272.14632(70)#      | 1# s                          | 0+            |                                                     |                                          |
| 273Ds             | 110                 | 163                 | 273.14886(14)#      | 0.17(+17-6) ms                | 13/2-#        |                                                     |                                          |
| 273m1Ds           | 198(20) keV         | 198(20) keV         | 198(20) keV         | 120 ms                        | 3/2+#         |                                                     |                                          |
| 273m2Ds           | 290(40) keV         | 290(40) keV         | 290(40) keV         |                               |               |                                                     |                                          |
| 274Ds             | 110                 | 164                 | 274.14949(53)#      | 2# s                          | 0+            |                                                     |                                          |
| 275Ds             | 110                 | 165                 | 275.15218(48)#      | 2# s                          |               |                                                     |                                          |
| 276Ds             | 110                 | 166                 | 276.15303(65)#      | 5# s                          | 0+            |                                                     |                                          |
| 277Ds             | 110                 | 167                 | 277.15565(104)#     | 5# s                          | 11/2+#        |                                                     |                                          |
| 278Ds             | 110                 | 168                 | 278.15647(73)#      | 10# s                         | 0+            |                                                     |                                          |
| 279Ds             | 110                 | 169                 | 279.15886(80)#      | 0.18(+5-3) s                  |               |                                                     |                                          |
| 280Ds             | 110                 | 170                 | 280.15980(91)#      | 11(6) s                       | 0+            |                                                     |                                          |
| 281Ds             | 110                 | 171                 | 281.16206(78)#      | 9.6 s                         | 3/2+#         |                                                     |                                          |